# Gămăcești
Gămăcești – wieś w Rumunii, w okręgu Ardżesz, w gminie Berevoiești. W 2011 roku liczyła 1165 mieszkańców.